# Phyllomyza pallida
Phyllomyza pallida is een vliegensoort uit de familie van de Milichiidae. De wetenschappelijke naam van de soort is voor het eerst geldig gepubliceerd in 1940 door de Meijere.